# الزربية (بعدان)

تعديل مصدري - تعديل

الزربية محلة تابعة لقرية الخرابة، التابعة لعزلة بني منصور بمديرية بعدان إحدى مديريات محافظة إب في الجمهورية اليمنية، بلغ تعداد سكانها 71 حسب تعداد اليمن لعام 2004.